# Galeazzo Maria Sforza
Galeazzo Maria Sforza (24 ianuarie 1444 – 26 decembrie 1476) a fost Duce  al Milano din 1466 până la moartea sa. A fost cunoscut pentru cruzime, tiranie și desfrânare.

## Biografie
Galeazzo Maria Sforza  s-a născut la Fermo, în apropiere de castelul familiei Girifalco, ca primul fiu al lui Francesco Sforza și a Bianca Maria Visconti. Când tatăl său a decedat (8 martie 1466), Galeazzo era în Franța ca șef al unei  expediții militare pentru a-l ajuta pe regele Ludovic al XI-lea al Franței împotriva lui Carol I de Burgundia. Chemat de mama sa, Galeazzo s-a întors în Italia după o călătorie aventuroasă sub un nume fals. Identitatea falsă a fost necesară pentru că a trebuit să treacă prin teritoriile inamicului familiei, ducele de Savoia. El a intrat în Milano la 20 martie, aclamat de populație.
În primii ani Galeazzo și mama sa au decis de comun acord asupra conducerii ducatului, dar mai târziu, caracterul său nemilos l-a împins să o alunge pe Bianca Maria din Milano.
Sforza a fost renumit ca patron al muzicii. În timpul domniei sale, a sprijinului financiar și a încurajărilor, capela a devenit una dintre cele mai faimoase ansambluri muzicale din Europa. Compozitori din nord, mai ales compozitori franco-flamanzi au venit să cânte în capela sa și să scrie masse, motete și muzică laică pentru el. După crimele lui Galeazzo, cei mai mulți cântăreții la capela Sforza au fugit și s-au stabilit în alte părți ajutând la creșterea standardelor muzicale din alte orașe cu ar fi Ferrara.
Galeazzo Sforza a fost un afemeiat notoriu, care trecea femeile curtenilor săi odată ce se sătura de ele. Enervându-se odată pe un braconier, l-a forțat să înghită un iepure întreg, cu tot cu blană; pe un bărbat l-a ținut de viu într-un sicriu, pe un preot care i-a prezis o domnie scurtă l-a pedepsit prin a muri de foame. Acest lucru i-a făcut mulți dușmani în Milano.

### Copii
Cu cea de-a doua soție, Bona de Savoia, Sforza a avut patru copii:
- Gian Galeazzo Sforza (1469–1494), care a devenit duce după decesul tatălui său; el s-a căsătorit cu verișoara sa Isabella de Aragon, Ducesă de Milană; a avut copii
- Hermes Maria Sforza (1470–1503), marchiz de Tortona
- Bianca Maria Sforza (1472–1510), s-a căsătorit cu Philibert I, Duce de Savoia și Maximilian I, Împărat al Sfântului Imperiu Roman
- Anna Sforza (1476–1497), s-a căsătorit cu Alfonso I d'Este

Cu metresa sa Lucrezia Landriani, el a avut cel puțin o fiică nelegitimă:
- Caterina Sforza, s-a căsătorit de trei ori: cu Girolamo Riario, Giacomo Feo și Giovanni de' Medici il Popolano

1. ↑  The Peerage
2. ↑  IdRef, accesat în 4 martie 2020